# Filmul lui Daffy Duck: Insula fantastică
Filmul lui Daffy Duck: Insula fantastică (Daffy Duck's Movie: Fantastic Island) este un film de animație Looney Tunes din 1983, regizat de Friz Freleng și Phil Monroe. Este o compilare de scurt-metraje animate clasice Warner Bros. și secvențe de legătură animate găzduite de Daffy Duck și Speedy Gonzales. Acesta este primul film Looney Tunes de compilare care se învârte în jurul lui Daffy Duck, de vreme ce cele de dinainte îl aveau ca star pe Bugs Bunny.
Acesta a rulat și în România pe Cartoon Network (în cadrul lui Cartoon Network Cinema) și mai apoi pe Boomerang (în cadrul lui Boomerang Cinema).

## Despre film
Daffy Duck și Speedy Gonzales găsesc pe o insulă pustie un fluier care îndeplinește dorințele și decid să se stabilească definitiv pe această insulă fantastică. Curând, din ce în ce mai multe personaje Looney Tunes află de fluierul fermecat și vin alături de ei pe insulă pentru a-și îndeplini toate visele, acestea fiind interpreate din evenimente din desene clasice. În timpul acesta piratul Yosemite Sam și matelotul său, Diavolul Tasmanian, caut o hartă pe care au pierdut-o în urma unei lupți dintre Yosemite Sam și Bugs Bunny pe un vas și nimeni nu o mai găsește după o fugărire ce cauzează o erupție vulcanică, iar apoi Daffy, Speedy, Sam și Taz se găsesc din nou pe insula din nou pustie.

## Desene animate folosite
- Captain Hareblower - lupta dintre Bugs și Sam
- Stupor Duck - dorința lui Daffy de a fi supererou
- Greedy For Tweety - dorința lui Buni de a fi soră medicală
- Banty Raids - dorința lui Foghorn Leghorn de a scăpa de un cocoș enervant. La sfârșit Foghorn crede că a fost păcălit și cere o rambursare, dar primește încă un bănuț.
- Louvre Come Back to Me! - dorința lui Pepé Le Pew de a-și găsi o ființă iubită
- Tree for Two - dorința cățelușului Chester de a fi la fel de curajos ca amicul său, Spike
- Curtain Razor - dorința lui Porky Pig de a găsi noi talente pentru show-ul său
- A Mouse Divided - dorința Motanului Sylvester de a avea un copil
- Of Rice and Hen și Lovelorn Leghorn - dorința găinei Prissy de a avea un soț
- From Hare to Heir - dorința lui Sam de a trăi într-o casă maiestuoasă cu servitori (ultima dorință din film)

## Legături externe
- Filmul lui Daffy Duck: Insula fantastică la Internet Movie Database